# Euhesma maculifera
Euhesma maculifera är en biart som först beskrevs av Michener 1965.  Euhesma maculifera ingår i släktet Euhesma och familjen korttungebin. Inga underarter finns listade i Catalogue of Life.

## Bildgalleri

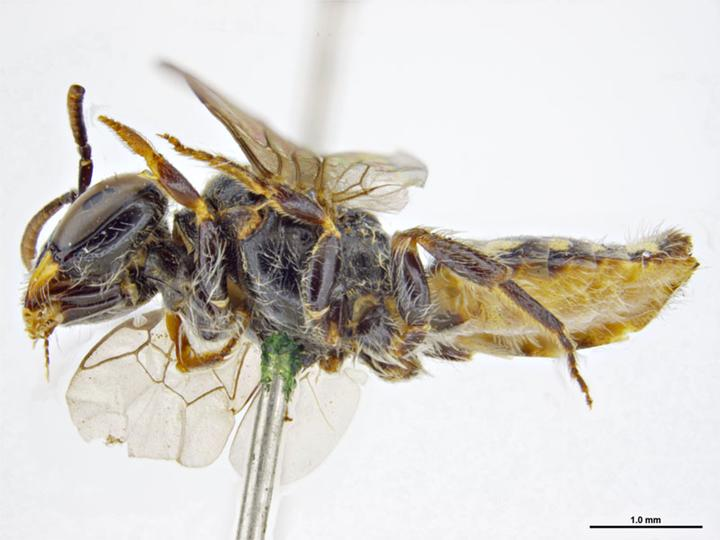